# Vaux-en-Vermandois
Vaux-en-Vermandois is een gemeente in het Franse departement Aisne (regio Hauts-de-France) en telt 131 inwoners (1999). De plaats maakt deel uit van het arrondissement Saint-Quentin.

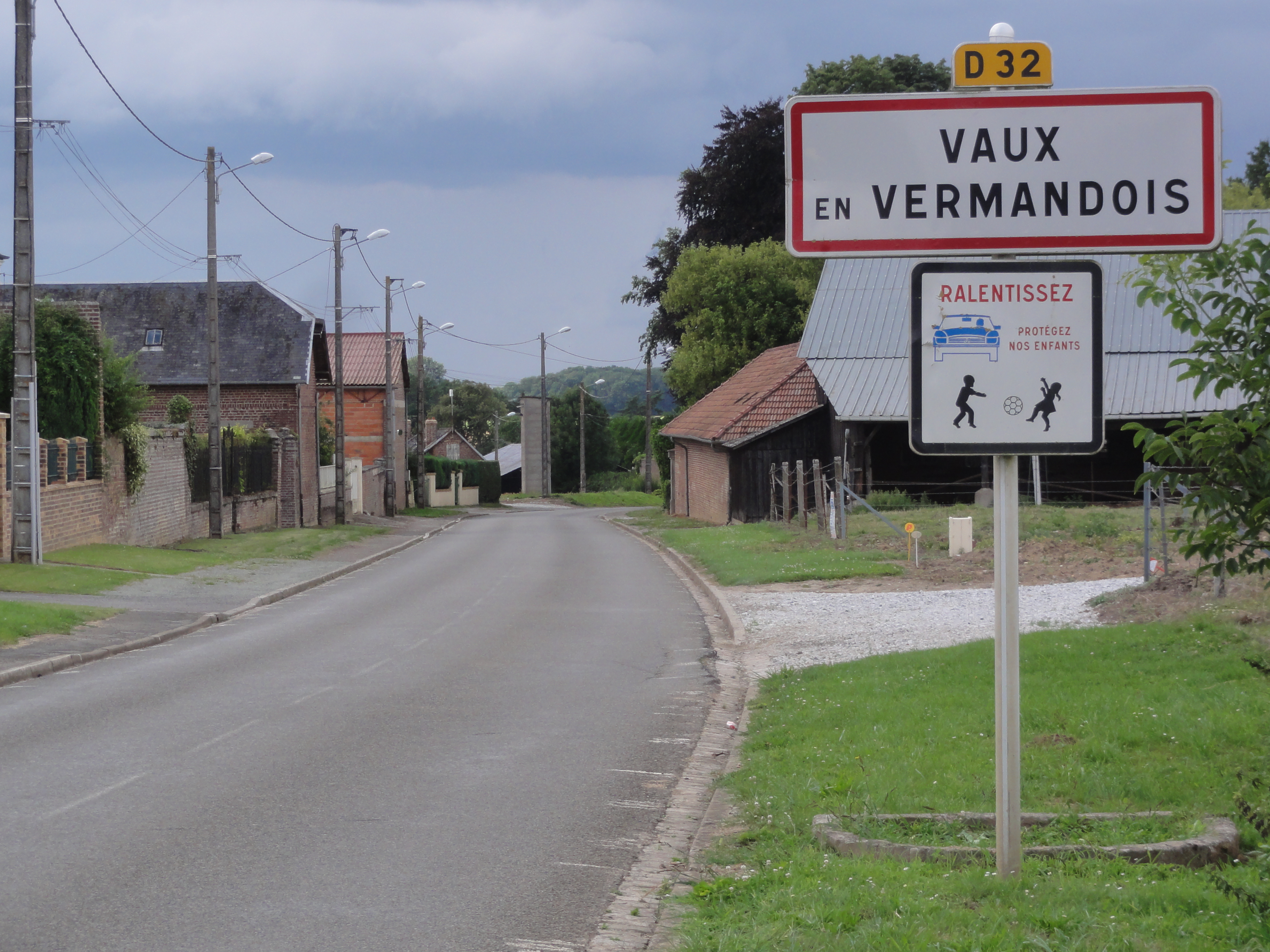
Vaux-en-Vermandois
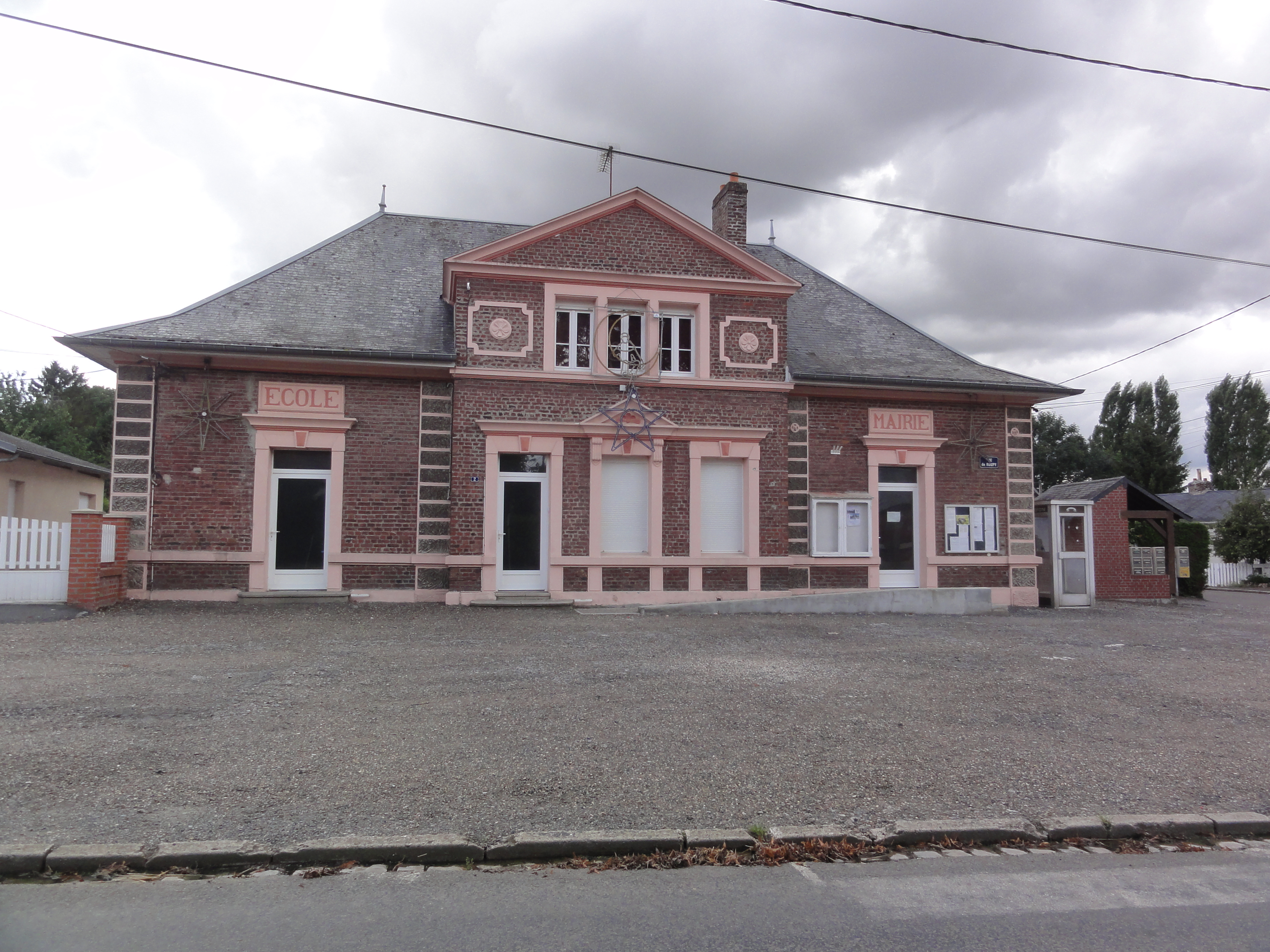
Gemeentehuis/school

## Geografie
De oppervlakte van Vaux-en-Vermandois bedraagt 3,9 km², de bevolkingsdichtheid is 33,6 inwoners per km².
De onderstaande kaart toont de ligging van Vaux-en-Vermandois met de belangrijkste infrastructuur en aangrenzende gemeenten.

## Demografie
Onderstaande figuur toont het verloop van het inwonertal (bron: INSEE-tellingen).
Vanwege een beveiligingsprobleem met de MediaWiki Graph-software is het momenteel niet mogelijk deze grafiek weer te geven. Zodra de software is bijgewerkt zal de grafiek vanzelf weer zichtbaar worden.